# Lennart Christiansson
Lennart Christiansson, född 25 oktober 1916 i Södra Mellby församling, Kristianstads län, var en svensk väg- och vattenbyggnadsingenjör och arkitekt.
Christiansson, som var son till folkskollärare Carl Christiansson och Sigrid Pålsson, avlade studentexamen i Lund 1934, avgångsexamen från Chalmers tekniska högskola 1939 och reservofficersexamen 1941. Han blev ingenjör på AB Matts Eriksson i Helsingborg 1941, på Filip Lundgrens arkitektkontor 1944 och bedrev egen konsulterande verksamhet från 1948. Han var lektor vid tekniska gymnasiet i Helsingborg från 1951 (extra ordinarie adjunkt 1948). Han var vice ordförande i byggnadsnämnden, badförvaltningen och ledamot i gatunämnden 1959–1963, i fastighetstaxeringsnämnden från 1960 och i samarbetskommittén i stadsplanefrågor. Han ritade bland annat huvudkontor, syntesfabrik och forskningslaboratorium för AB Leo i Helsingborg, träningsverkstad i Helsingborg, syrefabrik för AGA-Plåtförädling AB samt kontor och väveri för AB Otto Lion & Co. Han var major i Väg- och vattenbyggnadskåren.